# Wartberg ob der Aist
Wartberg ob der Aist è un comune austriaco di 4 210 abitanti nel distretto di Freistadt, in Alta Austria; ha lo status di comune mercato (Marktgemeinde).

## Amministrazione

### Gemellaggi
- Vodňany[senza fonte]